# Самоволя
Самоволя (укр. Самоволя) — село в Павловской сельской общине Владимирского района Волынской области Украины.
До 2020 года входило в Иваничевский район.
Код КОАТУУ — 0721183803. Население по переписи 2001 года составляет 388 человек. Почтовый индекс — 45342. Телефонный код — 3372. Занимает площадь 7,4 км².